# 垣花理乃
垣花 理乃（かきのはな りの、1993年11月21日 - ）は、日本の女性ファッションモデル。沖縄県出身。

## 略歴
- 2011年、ガールズオーディション2011沖縄地区大会でグランプリを受賞[1]。
- 2013年、日本スイムスーツ協会10代目キャンペーンモデルに選ばれる。

## 人物
- 趣味はウクレレ、犬の散歩。
- 特技はスポーツ全般。

## 主な活動
- 日本スイムスーツ協会10代目キャンペーンモデル